# Bridekirk
Cet article possède un paronyme, voir Brydekirk.
Bridekirk est un village et une paroisse civile de Cumbria, situé dans le nord-ouest de l'Angleterre. 